# Dolina Bielskiego Potoku

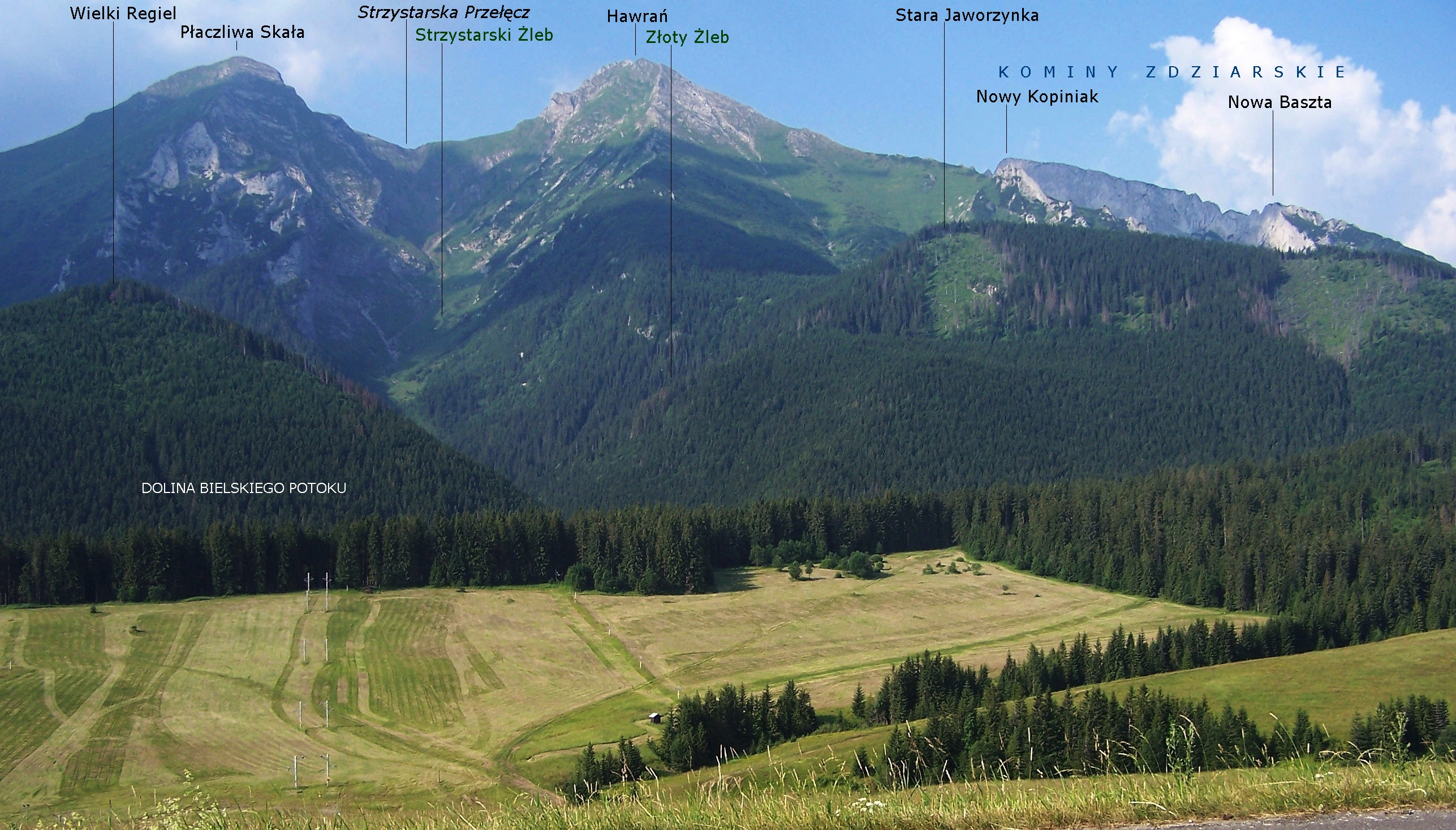
Dolina Bielskiego Potoku i Strzystarski Żleb

Dolina Bielskiego Potoku (słow. dolina Belej, niem. Belbachtal, węg. Béla-patak-völgy) – dolina położona na północnych stokach Tatr Bielskich na Słowacji. Jej dnem spływa Bielski Potok i od niego pochodzi nazwa doliny.
Jest doliną walną, podchodzącą pod grań główną Tatr na odcinku od Płaczliwej Skały po Mały Przysłop. Jest dość silnie rozgałęziona. Górną część głównego ciągu doliny stanowi Strzystarski Żleb, opadający spomiędzy Płaczliwej Skały i Hawrania, odgałęzienia doliny to Żlebina, Złoty Żleb, Dolinka Błotna, Dolina Średnicy i Dolina Ptasiowska. Za dolny wylot doliny uznaje się miejsce ujścia potoku Średnica do Bielskiego Potoku. Od tego miejsca na odcinku o długości około 10 km (do Tatrzańskiej Kotliny) Bielski Potok tworzy naturalną granicę między Tatrami a Magurą Spiską. Potok ten zachowuje swoją nazwę, natomiast dolina zmienia swoje nazwy i poczynając od grani głównej Tatr do Tatrzańskiej Kotliny kolejno jest to: Strzystarski Żleb, Dolina Bielskiego Potoku, Dolina Mąkowa, Dolina Zdziarska i Kotliny.
Kontrowersyjne jest zaklasyfikowanie Doliny Bielskiego Potoku jako doliny walnej. Aby spełnione zostało założenie, że wylot doliny położony jest na granicy Tatr, nie można uznawać Doliny Mąkowej za dolną część Doliny Bielskiego Potoku (jej północna część z wylotem w Zdziarze należy już do Magury Spiskiej). Władysław Cywiński nazywa tak pojętą dolinę „wewnątrztatrzańską częścią Doliny Bielskiego Potoku”, Słowacy mają na nią odrębną nazwę Tristárska dolina. Tak rozumiana Dolina Bielskiego Potoku nadal zawiera jednak odcinek u podnóża Ptasiowskich Turni, pomiędzy wylotami Doliny Średnicy (z północy) i Doliny do Regli (z południa). Dnem tego odcinka przebiega granica Tatr, co uniemożliwia zaliczenie Doliny Bielskiego Potoku do walnych. Wielka encyklopedia tatrzańska Zofii i Witolda Henryka Paryskich zgadza się z tą interpretacją, Władysław Cywiński uznaje dolinę za walną.
Główna gałąź doliny jest pozbawiona większej roślinności z powodu lawin spadających spod Strzystarskiej Przełęczy.

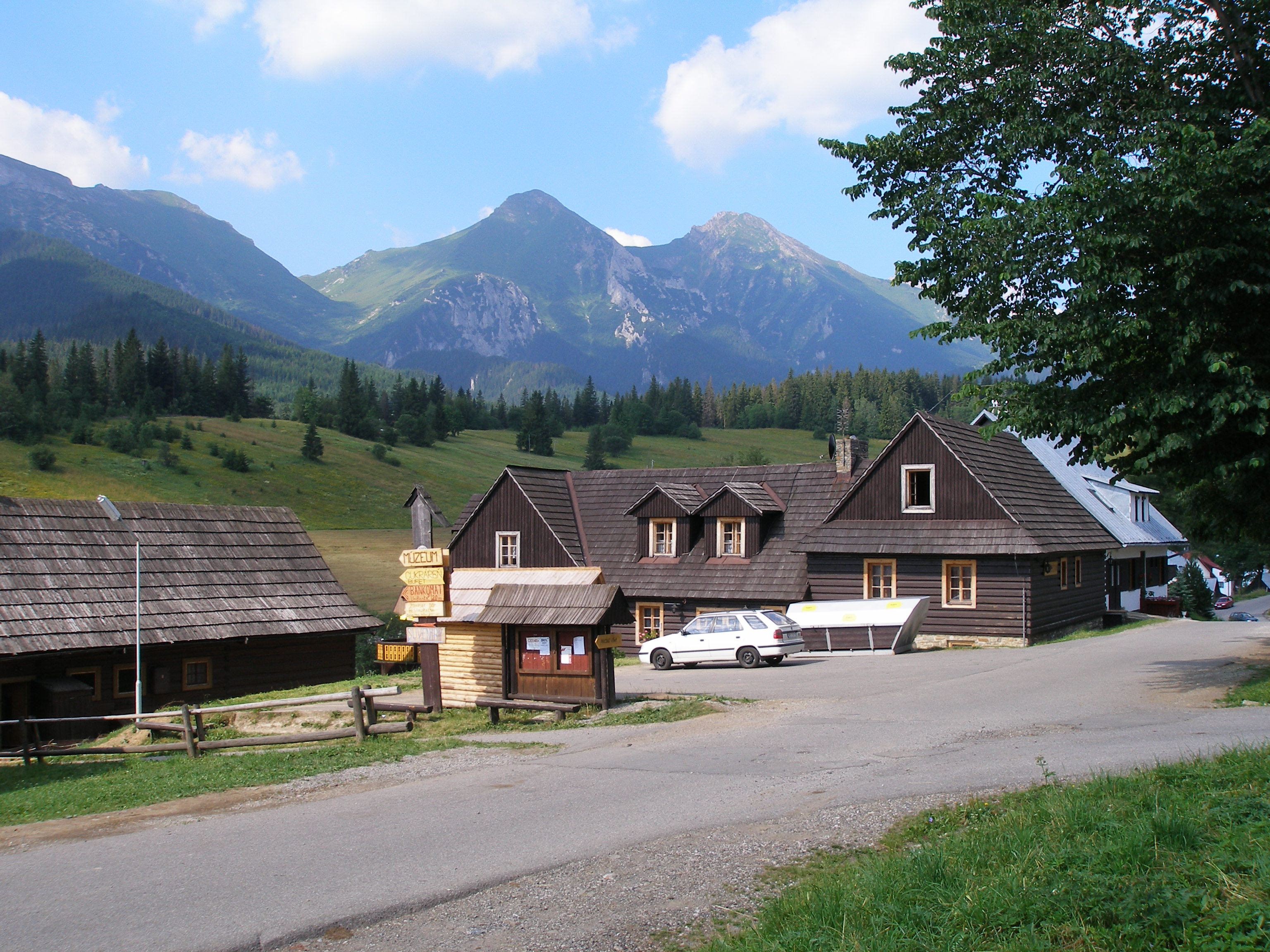
Na zdjęciu widoczne Dolina Szeroka i Strzystarski Żleb, opadające spod Płaczliwej Skały i Hawrania. Widok ze Zdziaru
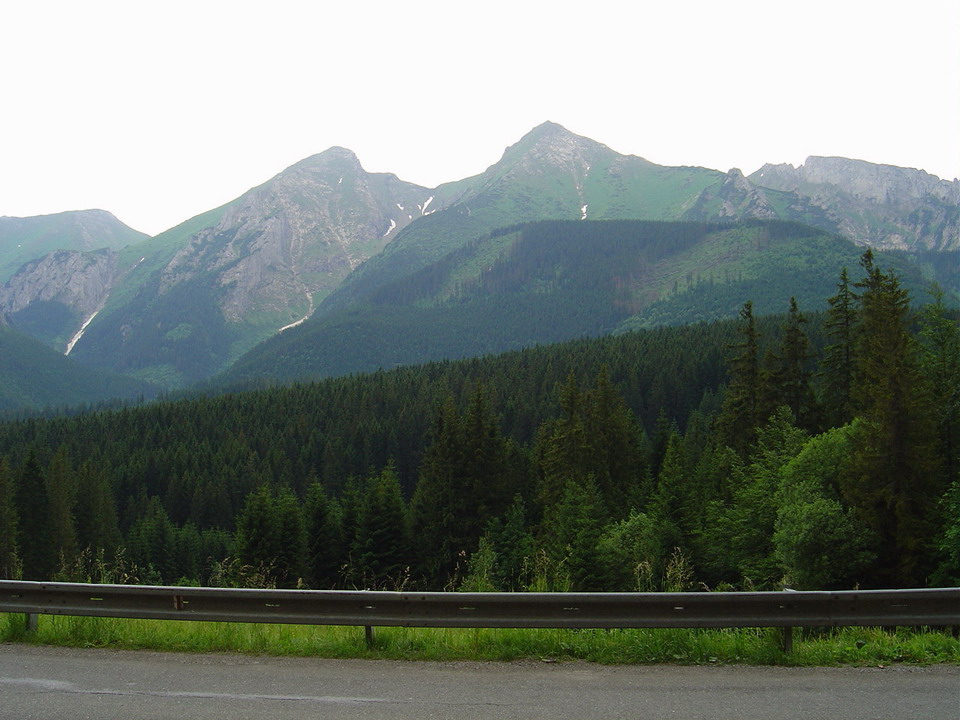
Płaczliwa Skała i Hawrań. Widoczny Strzystarski Żleb i grań główna Tatr opadająca z Hawrania
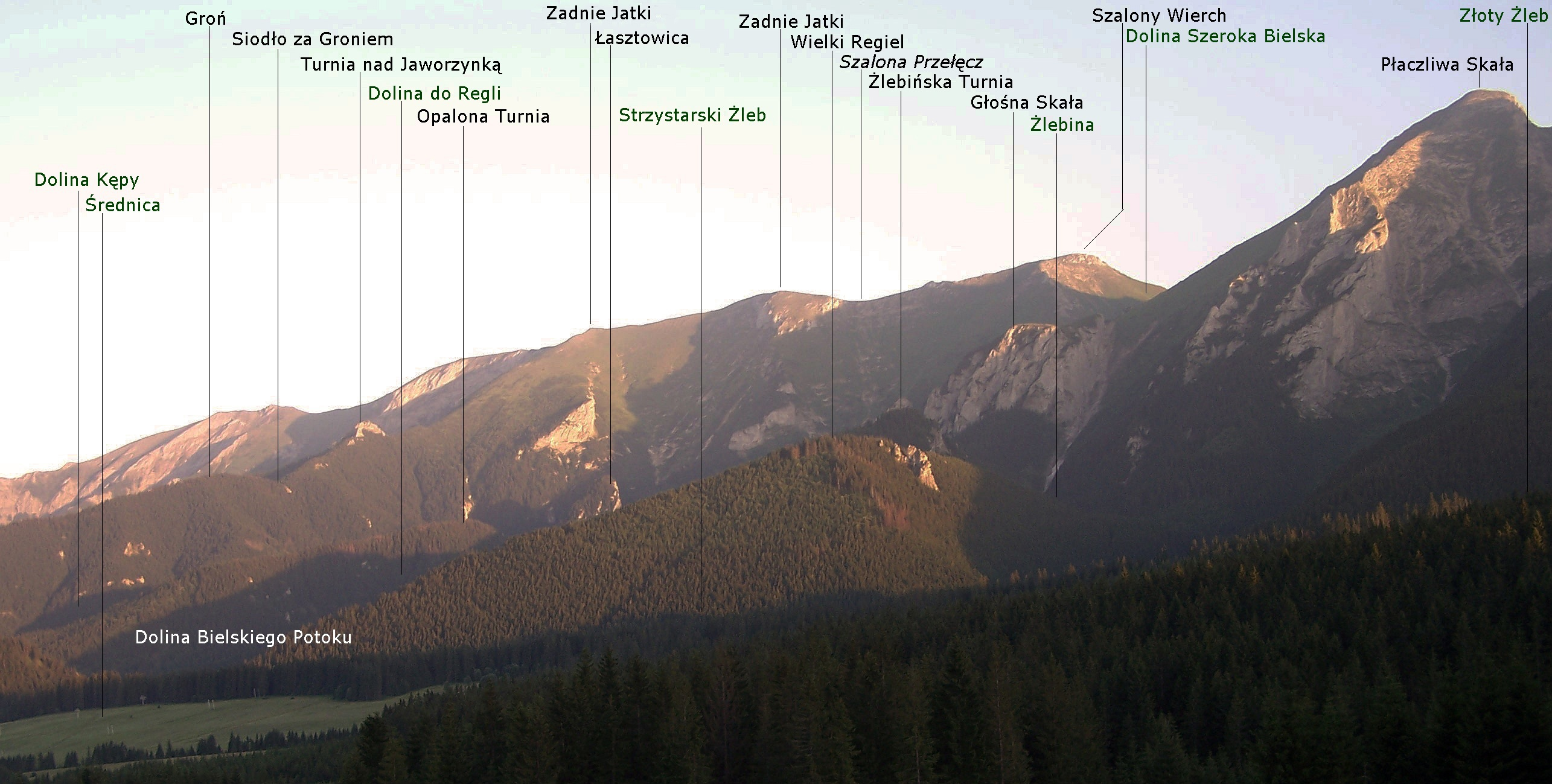
Widok z Drogi Wolności